# 花澤香菜のひとりでできるかな?
『花澤香菜のひとりでできるかな？』（はなざわかなのひとりでできるかな）は、2008年1月9日から超!A&G+で配信開始されたラジオ番組である。パーソナリティは花澤香菜。略称「ひとかな」。
2022年3月24日の第538回配信にて、同年4月3日より文化放送地上波での放送が開始することが発表された。超!A&G+での配信も、地上波で放送されたもののリピート配信として継続した。また、明治がスポンサーとなり、番組名が『明治 presents 花澤香菜のひとりでできるかな？』となることも発表された。2025年3月で超!A&G+のサービス終了に伴い、文化放送地上波で引き続き放送を継続する一方、同年4月3日からはQloveR「超！A&G+チャンネル」でもそれ以前と同様の体制で地上波で放送されたもののリピート配信として継続される。

## 放送・配信概要

### パーソナリティ
- 花澤香菜

### 放送・配信時間

#### 文化放送
- 2022年4月3日 -

毎週日曜日 22:30 - 23:00

#### QloveR
- 2025年4月3日 -

木曜日 23:00 - 23:30

#### 超!A&G+
- 2008年1月9日 - 4月2日

隔週水曜日 19:00 - 20:00
（リピート配信：木曜日 0:00 - 1:00〈水曜日深夜〉、木曜日 9:00 - 10:00、14:00 - 15:00、日曜日 23:00 - 翌0:00、月曜日 12:00 - 13:00）
- 2008年4月9日 - 7月2日

隔週水曜日 20:00 - 21:00
（リピート配信：木曜日 10:00 - 11:00、月曜日 22:00 - 23:00）
- 2008年7月9日 - 10月1日

隔週水曜日 20:00 - 21:00
（リピート配信：木曜日 10:00 - 11:00）
- 2008年10月8日 - 2009年4月1日

隔週水曜日 20:00 - 21:00
（リピート配信：木曜日 10:00 - 11:00、日曜日 8:00 - 9:00）
- 2009年4月8日 - 9月30日

隔週水曜日 21:00 - 22:00
（リピート配信：木曜日 9:00 - 10:00）
- 2009年10月7日 - 12月30日

隔週水曜日 21:00 - 22:00
（リピート配信：木曜日 9:00 - 10:00、日曜日 0:00 - 1:00〈土曜日深夜〉）
- 2010年1月6日 - 2011年3月30日

隔週水曜日 21:00 - 22:00
（リピート配信：木曜日 9:00 - 10:00）
- 2011年4月6日 - 2012年3月28日

隔週水曜日 21:00 - 22:00
（リピート配信：木曜日 9:00 - 10:00、日曜日 8:00 - 9:00）
- 2012年4月4日 - 2015年9月30日

隔週水曜日 21:00 - 22:00
（リピート配信：木曜日 9:00 - 10:00、日曜日 9:00 - 10:00）
- 2015年10月8日 - 2020年4月16日

毎週木曜日 23:00 - 23:30
（リピート配信：金曜日 11:00 - 11:30、日曜日 9:00 - 9:30）
- 2020年4月23日 - 5月21日

隔週木曜日 23:00 - 23:30
（リピート配信：金曜日 11:00 - 11:30、日曜日 9:00 - 9:30、木曜日 23:00 - 23:30）
- 2020年5月28日 - 2023年3月30日

毎週木曜日 23:00 - 23:30
（リピート配信：金曜日 11:00 - 11:30、日曜日 9:00 - 9:30）
- 2023年4月6日 - 2024年12月26日

毎週木曜日 23:00 - 23:30
（リピート配信：なし）
- 2025年1月2日 - 3月27日

毎週木曜日 23:00 - 23:30
（リピート配信：日曜日 19:00 - 19:30）
超!A&G+で開始した番組では最も長く続いている番組であった（3か月ごとにパーソナリティが変わる『ラジオどっとあい』は除く）。

#### ラジオ福島
- 2016年4月3日 - 2017年10月1日

毎週日曜日 21:30 - 22:00

#### HiBiKi Radio Station
- 2011年5月18日 - 2012年12月26日

隔週水曜日更新

#### 超!アニメロ（ニコニコ動画経由での配信）
- 2008年10月9日 - 2009年4月9日

隔週木曜日 19:00更新

### 曲

#### オープニング
- 2008年1月9日 - 2015年9月23日

When You're Smiling（Mark Fisher, Joe Goodwin & Larry Shay）（君微笑めば）/ 矢野沙織
- 2015年10月8日 - 2021年9月23日

I♥New Day! / 花澤香菜
- 2021年9月30日 - 2022年1月27日

Moonlight Magic / 花澤香菜
- 2022年2月3日 - 2024年3月31日

Don't Know Why / 花澤香菜
- 2024年4月7日 -

It's My Thing / 花澤香菜

#### エンディング
- 2008年1月9日 - 2015年9月23日

My Little Suede Shoes（Charlie Parker） / 矢野沙織
- 2015年10月8日 - 2021年9月23日

flattery? / 花澤香菜
- 2021年9月30日 - 2022年1月27日

港の見える丘 / 花澤香菜
- 2022年2月3日 - 2022年2月17日

『blossom』/ 花澤香菜
- 2022年2月3日: ユメノキオク
- 2022年2月10日: You Can Make Me Dance
- 2022年2月17日: GSSP

- 2022年2月24日 -

GSSP / 花澤香菜

## コーナー

### 現在
ふつおた
地上波の放送から、「明治」がスポンサーになったことで、毎週メールを送った人の中から「明治」のチョコレートを3名にプレゼントしている。花澤いわく、「クリアファイルの心配はなさそう」と安心している。
花澤日記
初回配信時から続く、唯一のコーナーのお休みのないもの。近況トークコーナーの前フリだったり、最近の感じたこと思ったことだったりと、台本にはない花澤自身のフリートークとなっている。
番組冒頭、オープニングの前に実施している。
近況トーク
花澤自身の近況トーク。ライブの話、イベントの話、趣味として行っているピラティスの話だったりと、その時々の近況を話している。
時々ではあるが、このコーナーだけで番組が終了することもある。
香菜に胸キュン！
リスナーから募集したオススメの胸キュンシチュエーションを紹介、判定する。評価の単位はキュンだが、明確な基準はない。
YMOの「君に、胸キュン。」がテーマ曲。2009年2月からは天の妃少女合唱団バージョン（テレビアニメ『まりあ†ほりっく』のエンディングテーマ）も使われていた。
このコーナーに限り、コーナー冒頭で「みなさんこんばんは！ 胸キュンガールの花澤香菜です！」と名乗っている。
私、花澤潤ちゃん
好評だった海月ちゃん（後述）の後継企画。海月ちゃん同様、花澤がリスナーからの無茶振りにこたえる。このコーナーのコンセプトとしては、「花澤演じる『花澤潤ちゃん』が尊敬して止まないモデルの『長谷川潤』のどんな時でもポジティブなところを見習って、リスナーのみんなを元気にしたり、過去に『花澤潤ちゃん』に励まされたリスナーからの投書を紹介した上で、花澤自らそれを再現する」との事である。早い話、リスナーから花澤への無茶振りコーナー。最近では、後述のレギュラーコーナーの増加に伴い、「香菜に胸キュン！」の方を優先して行うという構成になったため、不定期となった。
バイノーラル・サラダちゃん
第450回（2020年7月16日）配信より、バイノーラルマイクを使用したコーナー。イヤホン推奨コーナー。花澤に言ってほしいシチュエーションを募集し、花澤がそれをバイノーラルマイクを装着した犬のぬいぐるみ・サラダちゃんを使用して読むコーナー。別名、誘惑のコーナー。
あざトーーーーク
第486回（2021年3月25日）配信より。
“あざとい”が悪とされていたのは過去！ これからは花澤も“あざと可愛い”を学んで実践していく時代。ということで、リスナーの大好物である「あざとさ全開」のシチュエーションを大募集し、花澤が学んで…さらに「今回の写真」ではそのポーズ披露。
バカオーディション
リスナーが考えたオリジナリティ満載な作品を元に、架空のオーディション原稿を送ってもらい、実際に花澤がオーディションテープの収録にチャレンジ。
フォーマットは「作品名」「作品概要」、そして「花澤が受ける役名」と「オーディション用のセリフを2、3個」。
目指せ！明治のメイジン
スポンサーである明治とのコラボコーナー。週替わりで様々な企画を行っており、母の日や節分といった季節ごとの行事に沿ったエピソードを募集したり、花澤が明治の商品の食レポをしたりとその幅は多岐にわたる。地上波で放送されるようになってからは、ふつおた、花澤日記、近況トークを除いた上記のレギュラーコーナーもこのコーナーの一企画として放送されている。
コーナー名は花澤が考案。

### 過去
オンナジヤツヤー！
2011年7月20日（第93回）の香菜に胸キュン！のコーナーで紹介された数作品が、別人からの投稿であるはずなのにまるで一つの作品であるかのような関連性を見せ、それに対し花澤は「オンナジヤツヤー！」と叫んだ。この発言を気に入ったスタッフがコーナーのタイトルとして採用した。企画の内容は、リスナーから送られてくるメールに書かれた二つの同じようなものを花澤が紹介し、それに対し花澤が「オンナジヤツヤー！」と叫べば成功となる。
帰ってきたほしいもプロジェクト
第85回から配信。以前に配信されていた「株式会社ほしいもプロジェクト」の再始動企画。
花澤名人のシュウォッチ逆道場破り
シュウォッチ連射181回/10秒という驚異的な数字をたたき出した花澤名人。その数字を打ち破るべく、シュウォッチに挑戦する人を勝手に探し出し（とは言うもののほとんどが超A&G関係者）、強引にやってもらうというコーナー。ちなみに挑戦者は10秒間に連打出来た回数を秒数変換し告知することが出来る。2011年1月19日配信分にて佐倉綾音が210回の新記録を叩き出したことによりコーナー終了となり、「流浪のシュウォッチ大好き声優花澤香菜の佐倉道場破り」にコーナー名が変更となったが、第89回で238回という記録をたたき出し（コントローラーのボタンの数が2倍の物を使って）、佐倉の210回の記録を抜いたためコーナー名が戻った。
○○できるかな？（旧：楽しくできるかな？）
色々なものに挑戦し、趣味や特技を見つけていくコーナー。
香菜のおすすめかな？
最近読んだ本や漫画、アニメの中からおすすめの作品を紹介するコーナー。
大人の女性になれるかな？
大人の女性を目指すために、リスナーからクイズを送ってもらい、それに答えるコーナー。
第24回以降は、大人の女性に大切な様々なマナーを、クイズ形式で学んでいくコーナーへとリニューアルした。
ああ素晴らしきかな 擬音の世界
リスナーから送られてきたシチュエーションを元に、擬音を想像するコーナー。当初は送られてきた擬音を元にシチュエーションを想像していたが、第12回より現在の形式になった。
解決できるかな？（旧：お悩み相談のれるかな？）
出来る限り、リスナーのお悩み相談に答えていくコーナー。
かなうた！（旧：香菜に聴いてほしいかな？）
●●な時に合う曲を募集し、その中から花澤が最も合っていると思った曲を選ぶ。
株式会社ほしいもプロジェクト
花澤香菜=ほしいもの図式を成立させるため、どうすればいいかを考え、活動していくコーナー。
給食カレーはおいしい
学生生活を送る中でありがちなことを募集し、共感していくコーナー。
DJ・KANAのミュージックダイアリー
リスナーが人生で最初に買ったCDと、エピソードを募集。曲を流し、その曲を1分間褒め続ける。
パンドラハート！
期間限定コーナー。心の中にある、普段絶対に言えない悪魔の部分を募集し、紹介する。
○○先生のお時間
ゲストに先生になってもらい、授業をしてもらうコーナー。○○にはゲストの苗字が入る。
流行鑑定団
花澤が再流行しそうなものやこれから流行そうなものに対して、流行るかどうかを検証し、判定するコーナー。このコーナーでシュウォッチを取り上げたことが番組内のシュウォッチ企画の発端となっている。
香菜様のアルバイト見聞録
リスナーは新米執事となり、花澤家のお嬢様香菜様がアルバイトをしたくないと思うような、アルバイトの切ない話、つらかった話、怖かった話などを募集。
ひとかなアカデミー
毎回、10問ずつ花澤にクイズを出し、どれだけ花澤に一般常識があるかを問うコーナー。つまりは常識クイズ。
こばと。がんばります!!
困ったことと、解決するためにして欲しいことを募集し、花澤が体を張って解決するコーナー。
結果に応じてコンペイトウが獲得でき、瓶に一杯になると温泉に行くことができるはずだったが、コーナー開始時と終了時のプロデューサーが異なる事を理由に、約束は反故にされた。
私、花澤海月ちゃん
かつて海月のような癒し系だった花澤を思い出すべく立ち上がったコーナー。リスナーから送られてきた、花澤に癒されちゃったエピソード（リスナーが創作した架空の出来事で、いわゆる「むちゃぶり」）を、実演しながら思い出していこうという企画。別名「大火傷コーナー」。毎回「私、花澤海月ちゃん」の一言で締める。コーナーとしては終了したことになっているが、「流浪のシュウォッチ大好き声優花澤香菜の佐倉道場破り」内の花澤に対する罰ゲームとして、引き続き行われている。また、このコーナーから生まれた数々の迷言が、番組のジングルとして使用されている。
流浪のシュウォッチ大好き声優花澤香菜の佐倉道場破り
第83回から配信。佐倉綾音に記録を破られた花澤は、名人に返り咲くことができるのか？「逆道場破り」と同様にシュウォッチに挑戦する人を勝手に探し出し、強引にやってもらう。同時に花澤も毎回挑戦して名人奪回を狙うが、第85回からは直前回の記録を上回ることができなければ、罰ゲームを行わなければならなくなった。第88回では高橋美佳子が佐倉と同じ210回の記録を叩き出した。しかし、第89回でスーパーシュウォッチを使用し、佐倉と高橋の記録を超える238回の記録をたたき出したためコーナー名が戻った。
コラムニスト香菜
文豪である（？）花澤は、雑誌にコラム書くときに普通の書き方では満足できない。しかし、刻一刻と迫り来る締切…。こんな時はリスナーという文豪の神からいいアイディアをいただこう！お題である短文が先週のうちに出され、翌週にリスナーからの投稿で「コラムニストにふさわしい」文章を花澤が思いつく。
アニプレックス プレゼンツ DJ香菜 ミュージック・ディスティネーション
あなたのお耳の恋人・DJ香菜が、自身のシングル・アルバムに収録されている曲を、リスナーから募集したエピソードに乗せて一曲お届けするコーナー。キャッチコピーは、“香菜ちゃんの曲に付加価値を!!”。
集まれ解放候補生
花澤大統領の右腕となる人材発掘の為、リスナー自身の誰にも負けない特技や長所をアピール出来る事を送り、その能力に応じて花澤大統領が大臣に任命していく『解放少女 SIN』と連動した企画。
花澤パッション!!
PS3&PS Vita版『IS〈インフィニット・ストラトス〉2』との連動企画。
解放少女香菜
花澤大統領に援軍を送ってほしい悩み事をリスナーから募集し、花澤がちゃんと相談事に答える過去のお悩み相談のリベンジを行う企画。PS Vita版『解放少女 SIN』と連動した企画。
アニプレックス プレゼンツ パン欲れびゅー
リスナーから募集したパン情報を紹介し、花澤のパン欲を満たしていく。
花澤にパンブームが到来したことで、ふつおたでもリスナーから寄せられた「パン情報」を紹介していたが、「ミュージック・ディスティネーション」の後継企画としてコーナー化。その後、CMコンテストの復活に伴い、わずか数回で終了した。
花澤監視官
リスナーから寄せられた日記を花澤が監視し、危険指数を「問題なし」「イエローカード（警告）」「レッドカード（アウト）」判定する、花澤が出演するXbox One用ゲーム『PSYCHO-PASS サイコパス』とのタイアップ企画である。
なお、このコーナーでネタ紹介を担当する番組作家の坂本は「サカモトロイド」としてキャラクター化され、ツッコミSEも作成された。
気持ちをギュっとね♪
エンディング前にはもうヘロヘロな花澤の気持ちをギュっとさせるコーナー。言い回しが難しい早口言葉を3回連続でちゃんと言えるかどうか、チャレンジする。後述のレギュラーコーナーの増加に伴い、2014年10月現在、事実上の休止状態となっている（再開時期については不明）。
CMコンテスト
花澤の歌手デビュー・シングルである「星空☆ディスティネーション」から定期的に行われているタイアップ企画。「花澤香菜」「（作品名）」「（発売日）発売!」または「好評発売中」の3ワードを含んだCMナレーション原稿を紹介し、スタッフが“「いいね」となったら”、実際にCMとして放送されることになっている。
Sかな？Mかな？
「最近Mっ気がある」という花澤が、リスナーから寄せられた変態チックなエピソードを紹介し、SとM、どちら側の視点に立つかを考える。
ひとかな川柳オンライン
2019年4月より配信の川柳少女にちなんだコーナー。番組が最初の5音をお題として出し、リスナーに7音の部分をリスナーに募集する。最後の5音は花澤自らがその場で考える。
V姉さん
第480回配信より。つい笑いに走ってしまう花澤が大人の色気を身につけるために“V（バーチャル）姉さん”となって、リスナーから送られてくる色気たっぷりの原稿を読み上げる。
地上波放送開始のタイミングで終了したが、2022年6月26日放送分で一夜限りの復活を果たした。

## ゲスト
| 配信回     | 配信日         | ゲスト             | 備考                                                         |
| ---------- | -------------- | ------------------ | ------------------------------------------------------------ |
| 9          | 2008年4月30日  | 辻あゆみ           |                                                              |
| 13         | 2008年6月25日  | 浅沼晋太郎         |                                                              |
| 15         | 2008年7月23日  | 喜多村英梨         |                                                              |
| 17         | 2008年8月20日  | 戸松遥             |                                                              |
| 19         | 2008年9月17日  | micc               |                                                              |
| 26         | 2008年12月24日 | 戸松遥・矢作紗友里 | クリスマス簡易動画配信                                       |
| in TAF2009 | 2009年3月21日  | 中尾衣里           | 東京国際アニメフェア2009簡易動画配信                         |
| 35         | 2009年4月29日  | 川澄綾子           |                                                              |
| 37         | 2009年5月27日  | 早見沙織           |                                                              |
| 40         | 2009年7月8日   | 井口裕香           |                                                              |
| 49         | 2009年11月11日 | 井口裕香           |                                                              |
| 52         | 2009年12月23日 | 戸松遥・矢作紗友里 | クリスマス簡易動画配信                                       |
| 56         | 2010年2月17日  | 中尾衣里           |                                                              |
| 73         | 2010年10月13日 | 片山一良           |                                                              |
| 78         | 2010年12月22日 | 戸松遥・矢作紗友里 | クリスマス簡易動画配信                                       |
| 82         | 2011年2月16日  | 竹達彩奈           |                                                              |
| 86         | 2011年4月13日  | 浅沼晋太郎         |                                                              |
| 93         | 2011年7月20日  | 田中文啓           | ブシロード、「帰ってきたほしいもプロジェクト」コーナーゲスト |
| 98         | 2011年9月28日  | 下野紘             |                                                              |
| 104        | 2011年12月21日 | 戸松遥・矢作紗友里 | クリスマス簡易動画配信                                       |
| 108        | 2012年2月15日  | 日笠陽子           |                                                              |
| 119        | 2012年7月18日  | 内山夕実           |                                                              |
| 130        | 2012年12月19日 | 戸松遥・矢作紗友里 | クリスマス簡易動画配信                                       |
| 135        | 2013年2月27日  | 小倉唯             |                                                              |
| 141        | 2013年5月22日  | 新海誠             |                                                              |
| 150        | 2013年9月25日  | 中尾衣里           |                                                              |
| 151        | 2013年10月9日  | 佐倉綾音           |                                                              |
| 153        | 2013年11月6日  | 能登麻美子         |                                                              |
| 155        | 2013年12月4日  | 明坂聡美・石原夏織 | 開放少女発売直前生放送SP                                     |
| 156        | 2013年12月18日 | 戸松遥・矢作紗友里 | クリスマス簡易動画配信                                       |
| 161        | 2014年2月16日  | 日笠陽子           |                                                              |
| 182        | 2014年12月17日 | 北川勝利           |                                                              |
| 183        | 2014年12月31日 | 戸松遥・矢作紗友里 | クリスマス簡易動画配信                                       |
| 187        | 2015年2月25日  | 池田浩明           |                                                              |
| 214        | 2015年12月24日 | 戸松遥・矢作紗友里 | クリスマス簡易動画配信                                       |
| 223        | 2016年2月25日  | 久野美咲           |                                                              |
| 235        | 2016年5月19日  | 岩里祐穂           |                                                              |
| 247        | 2016年8月11日  | 久保ユリカ         |                                                              |
| 264        | 2016年12月8日  | 戸松遥・矢作紗友里 | クリスマス簡易動画配信                                       |
| 275        | 2017年2月23日  | 久野美咲           |                                                              |
| 319        | 2017年12月28日 | 戸松遥・矢作紗友里 | クリスマス簡易動画配信、公開録音                             |
| 322        | 2018年1月18日  | 水瀬いのり         |                                                              |
| 370        | 2018年12月20日 | 戸松遥・矢作紗友里 | クリスマス簡易動画配信                                       |
| 371        | 2018年12月27日 | 戸松遥・矢作紗友里 | 忘年会簡易動画配信                                           |
| 423        | 2019年12月26日 | 戸松遥・矢作紗友里 | クリスマス簡易動画配信                                       |
| 424        | 2020年1月2日   | 戸松遥・矢作紗友里 | 新年会簡易動画配信                                           |
| 431        | 2020年2月20日  | 黒沢ともよ         | [ 注 6 ]                                                     |
| 473        | 2020年12月24日 | 戸松遥・矢作紗友里 | クリスマス簡易動画配信                                       |
| 474        | 2021年1月1日   | 戸松遥・矢作紗友里 | 新年会簡易動画配信                                           |
| 482        | 2021年2月25日  | 日笠陽子           |                                                              |
| 500        | 2021年7月1日   | 上村祐翔           |                                                              |
| 525        | 2021年12月23日 | 戸松遥・矢作紗友里 | クリスマス簡易動画配信                                       |
| 526        | 2021年12月30日 | 戸松遥・矢作紗友里 | 忘年会簡易動画配信                                           |
| 542        | 2022年4月17日  | 日高里菜           | 新型コロナウイルスに感染した花澤の代打パーソナリティ         |
| 553        | 2022年7月3日   | Valknee            |                                                              |
| 561        | 2022年8月28日  | 雫                 |                                                              |
| 578        | 2022年12月25日 | 戸松遥・矢作紗友里 | クリスマス簡易動画配信                                       |
| 579        | 2023年1月1日   | 戸松遥・矢作紗友里 | 新年会簡易動画配信                                           |
| 630        | 2023年12月24日 | 戸松遥・矢作紗友里 | クリスマス簡易動画配信                                       |
| 631        | 2023年12月31日 | 戸松遥・矢作紗友里 | 忘年会簡易動画配信                                           |
| 682        | 2024年12月22日 | 戸松遥・矢作紗友里 | クリスマス簡易動画配信                                       |
| 683        | 2024年12月29日 | 戸松遥・矢作紗友里 | 忘年会簡易動画配信                                           |
| 694        | 2025年3月16日  | 水瀬いのり         |                                                              |

毎年クリスマスの時期に戸松・矢作をゲストに呼んでの簡易動画配信は恒例となっている。

### 「花澤名人のシュウォッチ逆道場破り」・「佐倉道場破り」挑戦者
挑戦者の挨拶後、挑戦者がシュウォッチを連打（10秒間）し、連打回数を秒数換算した秒数だけ挑戦者が自身の宣伝をするコーナー。第1期「逆道場破り」時代の花澤の記録は181回。2011年3月2日（第83回）から2011年5月25日（第89回）までは「佐倉道場破り」の挑戦者と、花澤の毎回の記録を掲載。なお花澤の第89回、および第91回以降の挑戦者の記録はスーパーシューティングウォッチ（スーパーファミコン準拠・ボタン4個装備のシュウォッチ）使用によるもの。
| 挑戦者                        | 記録 | 配信（日付/回）           | 佐倉道場破りの 花澤の記録 |
| ----------------------------- | ---- | ------------------------- | ------------------------- |
| 三瓶由布子                    | 104  | 2010年4月14日（第60回）   | -                         |
| 下田麻美                      | 104  | 2010年4月28日（第61回）   | -                         |
| 小林ゆう                      | 8    | 2010年5月12日（第62回）   | -                         |
| 鷲崎健                        | 103  | 2010年5月26日（第63回）   | -                         |
| 中島愛                        | 64   | 2010年6月9日（第64回）    | -                         |
| 浅野真澄                      | 39   | 2010年6月23日（第65回）   | -                         |
| angela                        | 139  | 2010年7月7日（第66回）    | -                         |
| 日笠陽子                      | 86   | 2010年7月21日（第67回）   | -                         |
| 杉田智和                      | 59   | 2010年8月4日（第68回）    | -                         |
| 広橋涼                        | 88   | 2010年8月18日（第69回）   | -                         |
| 伊藤かな恵                    | 129  | 2010年9月1日（第70回）    | -                         |
| 平野綾                        | 61   | 2010年9月15日（第71回）   | -                         |
| 小野大輔                      | 165  | 2010年9月29日（第72回）   | -                         |
| 畑亜貴                        | 83   | 2010年10月13日（第73回）  | -                         |
| 片山一良                      | 69   | 2010年10月13日（第73回）  | -                         |
| 寺本來可                      | 129  | 2010年10月27日（第74回）  | -                         |
| 竹達彩奈                      | 115  | 2010年11月10日（第75回）  | -                         |
| 南里侑香                      | 136  | 2010年11月24日（第76回）  | -                         |
| 阿澄佳奈                      | 63   | 2010年12月8日（第77回）   | -                         |
| azusa                         | 130  | 2011年1月5日（第79回）    | -                         |
| 佐倉綾音                      | 210  | 2011年1月19日（第80回）   | -                         |
| 黒崎真音                      | 160  | 2011年3月2日（第83回）    | 143                       |
| 中村繪里子                    | 86   | 2011年3月16日（第84回）   | 104                       |
| 丹下桜                        | 51   | 2011年3月30日（第85回）   | 201                       |
| 石原夏織（ゆいかおり）        | 111  | 2011年4月13日（第86回）   | 149                       |
| 早見沙織                      | 115  | 2011年4月27日（第87回）   | 188                       |
| 高橋美佳子                    | 210  | 2011年5月11日（第88回）   | 140                       |
| 金田朋子                      | 63   | 2011年5月25日（第89回）   | 238                       |
| 吉田仁美                      | 183  | 2011年6月22日（第91回）   | -                         |
| 金元寿子                      | 80   | 2011年7月6日（第92回）    | -                         |
| 日高里菜                      | 154  | 2011年8月3日（第94回）    | -                         |
| 喜多村英梨                    | 213  | 2011年8月17日（第95回）   | -                         |
| bamboo（milktub）             | 198  | 2011年8月31日（第96回）   | -                         |
| 小倉唯（ゆいかおり）          | 219  | 2011年9月14日（第97回）   | -                         |
| 下野紘                        | 189  | 2011年9月28日（第98回）   | -                         |
| 野水いおり （野水伊織）       | 122  | 2011年10月12日（第99回）  | -                         |
| 矢作紗友里                    | 182  | 2011年11月23日（第102回） | -                         |
| ヒャダイン （前山田健一）     | 151  | 2011年12月7日（第103回）  | -                         |
| ゆいかおり （小倉唯石原夏織） | 169  | 2012年3月14日（第110回）  | -                         |
| 中尾衣里                      | 32   | 2013年9月25日（第150回）  | -                         |

## エピソード
- 2009年1月7日（第27回）配信は新年初めの配信であり、簡易動画配信で配信された。花澤は赤い着物を着て、正月にちなんだおせちや書き初めなどのコーナーが行われた。
- 2009年2月18日（第30回）ｖでは、2月25日に誕生日を迎える花澤の誕生日スペシャル回が配信された（簡易動画配信）。配信では「ほしいもパラダイス」で干し芋子役を務める中尾衣里が録音コメントで進行役を行った他、誕生日のお祝いコメントが川澄綾子、佐藤利奈、浅沼晋太郎、小林治監督、平池芳正監督、山本寛監督、地井武男（花澤が『ちい散歩』の大ファン）から届いた（地井武男のみは音声、他は動画）。
- 2009年11月25日（第50回）配信では、50回記念配信を行った。特別企画「花澤香菜のひとりでできるかな？放送50回記念!香菜とみんなの宝箱」と題しこれまでの配信を振り返ったほか、お祝いコメントが番組初代プロデューサー（奈良）をはじめ、収録を行った東京ドイツ村と三軒茶屋仲見世商店街、そして地井武男から届いた。
- 2020年4月23日（第440回）〜2020年5月21日（第442回）配信では、新型コロナウイルスの流行拡大による外出自粛要請に伴い、隔週配信へと変更になった。なお、2020年5月28日（第443回）配信より通常通り毎週配信へ戻った。
- 2020年ネットラジオランキング第5位（パーソナリティが声優としては1位）になる[5]。
- 2022年4月3日より地上波進出（文化放送）。前述した通り、本放送が文化放送に変更となる。
- 2022年4月17日（第542回）放送は花澤が新型コロナウイルスに感染したために番組開始以来初めて番組を欠席し、日高里菜が代打パーソナリティを務めた[6]。

## 番組企画

### ほしいもパラダイス 〜乾物を越えた愛〜
ほしいもパラダイスシリーズの第1弾は、株式会社!ほしいもプロジェクト企画のラジオドラマとして当番組の第23回にオンエアーされている。原案・イラスト・監督は花澤。
この企画に参加した、能登麻美子、中尾衣里、立木文彦らは花澤と同事務所所属の声優である。
キャスト
- 干し芋子：中尾衣里
- 万能ネギ男：下野紘
- ドライトマ子：辻あゆみ
- サヤ・エンドウ：遠藤綾
- レーズン大統領：立木文彦
- ナレーション：能登麻美子

関連作品として、ドラマCD『ほしいもパラダイス2 〜万能ネギ男を救出せよ！〜』が発売される。
追加キャスト
- ドライ・ストロベリー：竹達彩奈
- ドライ・マンゴー：戸松遥
- ドライ・パイナポー：井口裕香
- ビーフ・ケージ・ジャーキー：藤原啓治
- プリンス・オニオン：梶裕貴
- 洗濯物：日笠陽子

## 関連番組
- 花澤香菜のここでいいのかな？（2008年2月9日 - 23日、『A&G 超RADIO SHOW〜アニスパ!〜』枠内、全3回）
  - コーナー
    - 給食カレーはおいしい - 『ひとりでできるかな？』に引き継がれた。
- 花澤香菜のやっぱりここでいいのかな？（2008年9月6日 - 10月25日、『A&G 超RADIO SHOW〜アニスパ!〜』枠内、全7回）
※9月27日は野球中継延長のためコーナー休止となった。
※10月4日より1か月間限定で秋田放送、長崎放送、茨城放送でもネットされた。
  - コーナー
    - 華麗に論破できるかな？
毎回テーマに沿った意見を募集し、ディベート対決を繰り広げる。

  - エピソード
    - 9月20日の配信では、先週分の配信内容が流されるという配信事故が起こった。なお、超!A&G+では再配信時に本来の配信内容に修正された。
- 松永製菓プレゼンツ ひとかな出張版！ しるこサンドに胸キュン！（2022年2月5日 - 26日、『A&G TRIBAL RADIO エジソン』枠内、全4回、松永製菓提供）
  - コーナー
    - しるこサンドのある風景
リスナーが勝手に想像する、名古屋の「しるこサンドのある風景」を教えてもらう。
- 花澤香菜の“これって花野井くんかな？”（2024年4月10日 - 6月19日、超!A&G+ 隔週水曜19:30 - 20:00）
  - 花澤が出演したテレビアニメ「花野井くんと恋の病」とのコラボ企画として制作された[7]。
  - DMM pictures公式YouTubeチャンネルにもアーカイブ配信された。

## 公開録音
- 2008年11月2日に明治大学和泉キャンパス（東京都杉並区永福）にて、明治大学アニメ・声優研究会主催により番組初の公開録音「花澤香菜のひとりでできるかな？ in 明大祭」が行なわれた。一般参加者他、観覧希望で当選したリスナーが招待された。公開録音用の特別コーナーをはじめ、「ほしいもパラダイス 〜乾物を越えた愛〜」（後述）の上映、ジングルの収録などが行なわれ、この模様は一部のコーナーを除き第23回（11月12日）にて配信された。
- 2009年11月1日に横浜国立大学学生会館にて、横浜国立大学現代視覚文化研究会主催により公開録音「花澤香菜のひとりでできるかな？公開録音 in YNU」が行われた。井口裕香をゲストに迎え、公開録音用の特別企画を行った。井口とのシュウォッチ対決にて181回を記録した（井口は67回）ほか、「こばと。がんばります」ではコンペイトウを大量に獲得した。この模様は第49回（11月11日）にて配信された。
- 2014年11月23日に仙台市民会館での公開録音&ライブ「花澤香菜のひとりでできるかな？公開録音 in 仙台」が行われた[8]。『ROUND TABLE』の北川勝利をゲストに迎え、前述の人気コーナー「私、花澤潤ちゃん」を、コーナー開設後初めて観客の前で行った。この模様は 第182回（12月17日）にて配信された。
- 2015年8月2日に東京アニメ・声優専門学校にて、公開録音「花澤香菜のひとりでできるかな？放送200回記念公開録音」が行われた。通常のコーナーの他、終了していた人気コーナー「花澤監視官」の特別版[注 9]が行われた。この模様は第200回（8月27日）にて配信された。